# Funšterc
Funšterc [fúnšterc] (tudi knapovsko sonce, knapovska torta, rudarsko sonce, tudi "šmorn") je krepka tradicionalna zasavska jed iz moke, jajc in vode, podobna carskemu pražencu in ga jedo rudarji v Hrastniku, Trbovljah, Zagorju in drugih zasavskih revirjih.
Funšterc je tudi Festival zasavske kulinarike, ki od leta 2011 poteka 2. soboto v septembru v Hrastniku.

## Recept
Za 4 osebe potrebujemo:
- 1,5 dl mleka
- 1 dl vode
- 25 dag moke
- 1 jajce
- ščepec soli
- olje za peko

V presejano moko vlijemo mleko, dodamo jajce, sol in vse z metlico dobro zmešamo. Prilijemo vodo in razmešamo, da dobimo gosto testo. Na izdatno pomaščeno, ogreto železno ponev vlijemo precejšnjo količino mase, da dobimo debelo palačinko, nato popečemo z obeh strani. Ponudimo ga toplega ali hladnega. Za zajtrk lahko poleg funšterca ponudimo projino kavo, če ga ponudimo kot sladico, ga posujemo s sladkorjem ali prelijemo z vročo marmelado.

## Zgodovina
Podobno, kot je industrializacija zaznamovala ljudi in okolje tukajšnjih krajev, je vplivala tudi na kulinariko, svoje pa so dodali še tujci (Čehi, Nemci, Italijani) in priseljenci z drugih slovenskih krajev. Skromnost in težaški delavnik sta pomembno vplivala tudi na kulinariko. Obroke so sestavljale močnate jedi, značilna je bila velika uporaba stročnic ter manjša uporaba mesa in mlečnih izdelkov. Poleg funšterca je bila priljubljena jed grenadirmarš, mešanica krompirja in testenin. V Zasavju sta dve industrijski panogi oblikovali tudi dve veji kulinarike. Na eni strani imamo rudarsko oz. knapovsko kuhinjo, na drugi strani pa steklarsko oz. glažarsko. Funšterc sodi v prvo, medtem ko je tipičen predstavnik glažarske kulinarike krumpantoč, drugje znan tudi kot krompirjeve polpete.